# Amphiophiura lapidaria
Amphiophiura lapidaria är en ormstjärneart som först beskrevs av George Richard Lyman 1878.  Amphiophiura lapidaria ingår i släktet Amphiophiura och familjen fransormstjärnor. Inga underarter finns listade i Catalogue of Life.